# Miltochrista satakia
Miltochrista satakia är en fjärilsart som beskrevs av William Schaus. Miltochrista satakia ingår i släktet Miltochrista och familjen björnspinnare. Inga underarter finns listade i Catalogue of Life.